# جاده ئی۲۵ اروپا

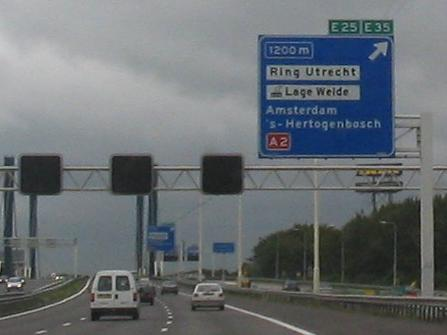
جاده ئی۲۵ اروپا در هلند

جاده ئی۲۵ اروپا (به انگلیسی: European route E25) یکی از جاده‌های اصلی قاره اروپا است.
این جاده که از شهر هوک فن هلند (هلند) شروع شده، در شهر پالرمو (ایتالیا) به پایان می‌رسد.